# Готорнський ефект

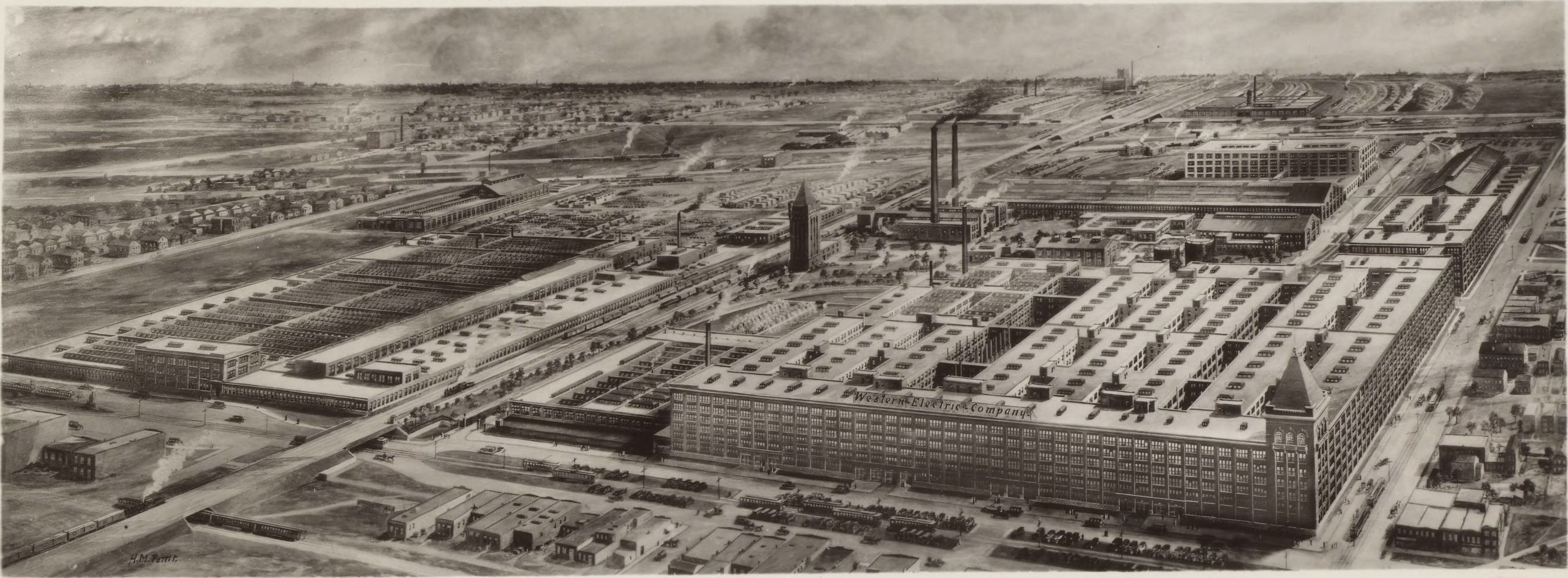
Вид з повітря на Готорнський завод, бл. 1925 р.

Го́торнський ефе́кт (англ. Hawthorne effect, за назвою заводу Hawthorne Works, або впли́в спостерігача́) — це тип реактивності, коли люди змінюють поведінку, діють інакше, більш ретельно, ніж зазвичай тільки завдяки усвідомленню того, що вони знають про спостереження за ними. Готорнський ефект має двояке трактування:
- позитивні зміни в поведінці людей, викликані наданою їм увагою, яку самі люди тлумачать як доброзичливу участь;
- в експериментальній психології — зміни в явищі, за яким ведеться спостереження, що відбуваються внаслідок самого факту спостереження.

## Історія
Готорнський експеримент — назва, якою об'єднано ряд досліджень, проведених у США. Вони проводилися в Чикаго на Готорнських підприємствах у 1924—1932 роках. Назва цих досліджень походить від старої назви населеного пункту/району розміщення підприємства.
Готорнський експеримент проводив Елтон Мейо з групою колег. Його результати мали істотний вплив на подальший розвиток соціології як науки, а також вплинули на розвиток практики та теорії наукового менеджменту.
Первісна орієнтація Готорнського експерименту виходила з теорій наукового управління того часу. Група антропологів, до якої входили Дж. Хоманс, Елтон Мейо, Ворнер, Фріц Ротлісбергер, Вільям Діксон та інші, досліджували вплив об'єктивних факторів (освітлення, оплата, перерви) на продуктивність праці, в Сісеро (Іллінойс), передмісті Чикаго, на Готорнському заводі (англ. Hawthorne Works). Керівництво компанії «Вестерн Електрікс» (тоді там був телефонний завод) було перейняте ідеями Файоля та Тейлора про можливості наукового менеджменту, тому вченим надали повний доступ і створили всі умови для вивчення процесу виробництва.

### Готорнський експеримент
На першій стадії експерименту вчені виявили, що як покращення умов освітлення різко збільшує продуктивність праці, так і погіршення умов освітлення призвело до поліпшення продуктивності праці. На другій стадії дослідження учені виявили, що з плином часу продуктивність поверталася на колишній рівень, причому починали грати роль вже не чинники фізичного середовища, але соціального, тобто орієнтація на групові норми (наприклад, не робити більше, ніж може зробити сусід по конвеєру тощо). У підсумку, початковий ріст продуктивності праці пояснили також соціальними факторами: інтересом до процесу роботи і працівників з боку керівництва.

### Готорнський ефект
Відкритий в ході досліджень Готорнський ефект полягав у тому, що соціально-психологічні фактори справляють на продуктивність праці сильніший вплив, ніж фізичні, за умови, що сама організація робіт уже досить ефективна. Готорнські дослідження стали відправною точкою методологічної революції в дослідженні роботи, методу квазіексперименту в цілому, послужили початком «школи людських відносин» у менеджменті. Готорнський ефект діє також під час вивчення мовної поведінки: випробуваний хоче показати себе «з кращого боку», догодити дослідникові, або говорити «культурніше», або перебільшувати в своєму мовленні те, що сам вважає неправильним. Усе залежить від того, як він інтерпретує очікування дослідника.